# Jesper Staal
Jesper Staal, född den 1 mars 1972 i Gentofte, Danmark, är en dansk kanotist.
Han tog bland annat VM-guld i K-2 1000 meter i samband med sprintvärldsmästerskapen i kanotsport 1994 i Mexico City.